# Штауффахер, Андреа
Андреа Штауффахер (нем. Andrea Stauffacher, род. 3 февраля 1950, Цюрих) — швейцарский педагог и леворадикальная политическая активистка.

## Биография
Андреа Штауффахер была одним из организаторов чёрного блока и Revolutionärer Aufbau Zürich в Цюрихе, а также швейцарского отделения Красной помощи. Её несколько раз арестовывали за причинение материального ущерба, нарушение общественного порядка и участие в несанкционированных мероприятиях.
Она стала фигуранткой расследования относительно деятельности Новых Красных бригад и была арестована полицией в 2004 г. 10 мая того же года начала голодовку в знак протеста против превентивного заключения.